# Graciela Hoyos Ruiz
Graciela Hoyos Ruiz (Hermosillo, 26 de diciembre de 1958) es una deportista, académica, investigadora mexicana impulsora de la inclusión de las personas con discapacidad. Es fundadora del Programa de Atención a Alumnos con Discapacidad de la Universidad de Sonora y promotora de proyectos de vinculación para la atención de grupos vulnerables en Hermosillo, Sonora. En el 2021 formó parte de la terna en el proceso para la Vicerrectoría URC de la Universidad de Sonora.

## Trayectoria profesional y académica
Estudió la Licenciatura en Educación Física en la Escuela Superior de Educación Física de la Ciudad de México (1977-1981). Obtuvo grado de maestra en Educación por el Instituto Pedagógico de Estudios de Posgrado de Celaya, Guanajuato (1998-2000). Es doctora en Actividades Físicas y Artísticas, Universidad de Extremadura España (2011-2015). Su tesis de investigación se titula: La formación del profesorado de Educación Física en México: la necesidad de un cuerpo troncal (2015). La investigación nace del interés personal de la autora por conocer y contribuir sobre los estudios de la formación de los profesores de Educación Física en México, de los cuales se han realizado únicamente para las Escuelas Normales. Hoyos Ruíz promueve la actividad deportiva para todo el alumnado a través del Programa Deporte Curricular en donde se captan estudiantes de la educación básica o alumnos que practican deporte con la finalidad de formar parte de los equipos deportivos de la universidad.
Es entrenadora de atletismo desde 1980, por la Escuela de Educación Física en Sonora y, posteriormente, en distintas escuelas de educación básica. Es académica de tiempo completo en la Escuela de Ciencias del Deporte y de la Actividad Física. Impulsó el equipo de slowpitch UniQueen de mujeres trabajadoras de la Universidad de Sonora, mismo que se incorporó a la liga del slowpitch en Sonora. 
En su trayectoria como deportista sonorense destaca el récord de 2:32 minutos en los 800 metros planos que impuso en el año de 1976 en el Campeonato Estatal del Estado de Sonora. Mismo que, 22 años después, en 1998 fue superado por la atleta sonorense Ana Gabriela Guevara.

## Publicaciones

### Artículos
- Actividad física y enfermedades crónicas no transmisibles de estudiantes mexicanos en función de género (2018) en revista: Retos nuevas tendencias en educación física, deporte y recreación.[7]
- Frecuencia del uso de suplementos alimenticios en usuarios de gimnasios comerciales (2015) en revista : Epistemus. Ciencia, tecnología y salud.
- El slowpitch en México: un acercamiento a la práctica deportiva a través del género de las mujeres sonorenses (2022), en revista: Dilemas contemporáneos: Educación, Política y Valores.[8]
- El efecto de un programa de Educción Física con actividades motrices para desarrollar el área motora en niños con discapacidad intelectual (2021) en revista: Ciencias de la Actividad Física.

### Capítulos de libros
- Propuesta de un programa de inclusión para alumnos con discapacidad en instituciones de educación superior. Educación Superior inclusiva en México. Una visión compartida. Coordinadoras Graciela Hoyos Ruiz y Cristina Cuevas Hoyos. AMEditores. México 2022. ISBN 978-607-437-606-7. CONACYT: Registro Nacional de Instituciones y Empresas Científicas y Tecnológicas. Registro: 1900555
- Síndrome de Bournout en profesores de educación física de los sistemas federal y estatal a nivel primaria de Hermosillo, Sonora. Coordinador Arturo Guerrero Soto. Editorial Comexef. ISBN 978-607-9-9459-4-7. México 2022
- ¿Qué opinan los estudiantes de Cultura Física y Deporte sobre el uso de la estadística en su área. Atena Editora. Panamá – Brasil 2022.
- Nivel de actividad física en alumnos del Colegio de Bachilleres del Estado de  Sonora. El Campo de la Educación Física y Deportes en Sonora. Aportes a la investigación educativa en escuelas normales. Coordinador: Jesús Enrique Mungarro Matus. Ediciones Normalismo Extraordinario.  ISBN 978-607-9064-23-5. México 2020.
- Estructura de la investigación cualitativa. Investigación Cualitativa en Educación Física y Deporte. Investigación Cualitativa en Educación Física y Deporte. Coordinador: Omar Iván Gavotto Nogales. Editorial Universidad de Sonora. 978-607-518-343-5. México 2019.
- Percepción de la violencia escolar en adolescentes mexicanos y factores que la disminuyen. Actividad física y esparcimiento contra la violencia escolar. Comps. Ciria M. Salazar .C, Carmen S. Peña V., Aideé C. Arellano C., Edith Cortés R., Lenin Barajas P. Editorial Elementum S.A. de C. V. Edición 1. ISBN   978-607-9298-65-4. México 2019.
- Sobrepeso y obesidad como factor de riesgo para el desarrollo de diabetes mellitus tipo 2 en adolescentes de una institución pública de educación media superior en Hermosillo, Sonora. Compromiso Y Responsabilidad: Tres décadas de Servicio Social y Voluntariado Universitario. Coordinadores: Graciela Hoyos Ruiz, Susana A. Pastrana Corral. Editorial. Universidad de Sonora. ISBN:978-607-518-308-4. México 2018.
- Un estudio sobre las actitudes que tienen los estudiantes de Cultura Física y Deporte hacia la estadística. Educación y Universidad ante el Horizonte 2020. Inclusión y cultura colaborativa entre empresa y sociedad. Editorial Universidad de Sonora. ISBN: 978-607-518-227-8. Año 2017.
- Brigadas Comunitarias de Salud para jornaleros agrícolas del estado de Sonora. Experiencias del Servicio Social y Voluntariado México – Costa Rica. La Responsabilidad Social en las Instituciones de Educación Superior. Universidad Autónoma de Chiapas. ISBN: 978-607-8459-11-7. Año 2016.

### Libros
- Educación Superior Inclusiva en México. Una visión compartida. Coordinadoras Graciela Hoyos Ruiz y Cristina Cuevas Hoyos. AMEditores. México 2022. ISBN 978-607-437-606-7. CONACYT: Registro
- Compromiso Y Responsabilidad: Tres décadas de Servicio Social y Voluntariado Universitario. Coordinadores: Graciela Hoyos Ruiz, Susana A. Pastrana Corral. Editorial. Universidad de Sonora. ISBN: 978-607-518-308-4. México 2018.
- La salud y su relación con la actividad física. Editorial Académica Española. Copyrigth 2018 Internacional Book Market Service Ltd, member of Omincriptum Oublishing Group. ISBN: 978-620-0-33673. Año 2019.
- Conductas alimentarias del estudiante en México. Editorial Académica Española. Copyrigth 2020 Internacional Book Market Service Ltd, member of Omincriptum Oublishing Group. ISBN: 978-620-30-58558-2.
- Percepción de universitarios sobre sus compañeros con discapacidad. Editorial Académica Española Copyrigth 2020 Internacional Book Market Service Ltd, member of Omincriptum  Oublishing Group. ISBN: 978-620-3-03967-2

## Reconocimientos
- Reconocimiento Cum Laude en la defensa de la tesis doctoral: La formación del profesorado de educación física en México. Necesidad de un cuerpo troncal. Universidad de Extremadura, España. 2015
- Reconocimiento recibido de parte de la Asociación Profesor Gustavo Hodgers Rico por méritos y logros deportivos alcanzados en el ciclo 2001-2002, enalteciendo el nombre de la Universidad de Sonora.
- Agradecimiento por colaboración de parte de la Cruz Roja Mexicana. 2017.
- Reconocimiento por trayectoria académica y profesional y por ser miembro de la última generación 74-77 de la Preparatoria Central Diurna de la Universidad de Sonora. 2017.